# 江南站 (島根縣)
江南站（日语：／ Kōnan eki */?）是位於島根縣出雲市湖陵町三部，屬於西日本旅客鐵道（JR西日本）的山陰本線車站。本站截至2020年3月只有下行3班的快速列車在此停靠。

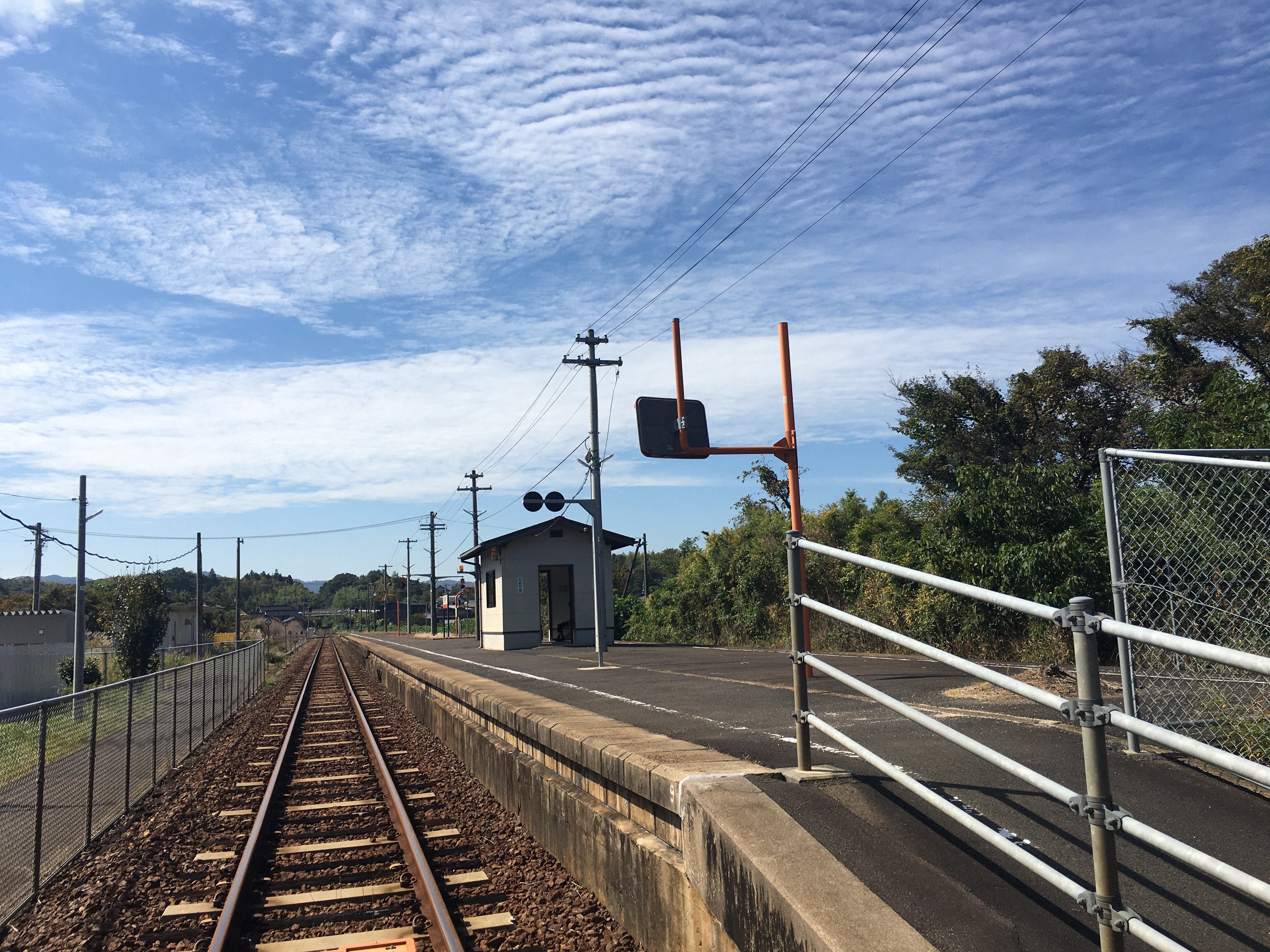
月台（2022年10月）

## 歷史
- 1913年（大正2年）11月21日 - 國鐵山陰本線出雲今市駅（現時為出雲市站）至小田站之間開業，此站啟用。為客運和貨運車站。
  - 當時車站地址為島根縣簸川郡江南村三部。
- 1951年（昭和26年）4月1日 - 隨著湖陵村（日语：湖陵町）成立，車站地址為島根縣簸川郡湖陵村三部。
- 1962年（昭和37年）10月1日 - 終止貨物起卸業務。
- 1969年（昭和44年）11月3日 - 隨著湖陵村實施町制，成為湖陵町（日语：湖陵町），車站地址為島根縣簸川郡湖陵町三部。
- 1987年（昭和62年）4月1日 - 伴隨國鐵分割民營化，車站由西日本旅客鐵道（JR西日本）營運。
- 2005年（平成17年）3月22日 - 隨著出雲市（第二次）成立，車站地址為島根縣出雲市湖陵町三部。
- 2019年（平成31年）
  - 3月29日 - 簡易委託車站的最終日。
  - 3月30日 - 成為無人車站。

## 車站構造
本站是地面車站，設有1面2線的島式月台，可進行列車交會。靠近站房側的1號月台為上下行副本線，靠近海邊的2號月台為上下行本線。月台是一線通過構造，東邊與設有站內平交道（設有遮斷機，橫跨下行線）。
本站是由松江站管理的無人車站，過去為只在平日才有車站職員當值的簡易委託車站。車站櫃臺內設有POS終端。

### 月台
| 月台 | 路線     | 上下行 | 方向             |
| ---- | -------- | ------ | ---------------- |
| 1、2 | 山陰本線 | 上行   | 出雲市、松江方向 |
| 1、2 | 山陰本線 | 下行   | 大田市、江津方向 |

- 上下行通過列車使用1號月台。
- 上下行不需要列車交會的列車使用2號月台（由於站內平交道是越過1號月台關係）。
- 上下行需要待避的列車會使用2號月台。
- 上下行停站列車進行列車交會時，大田市方向的列車使用1號月台，出雲市方向的列車使用2號月台。
- 旅客資訊中的月台編號與列車運輸指令的月台編號相反。

## 使用狀況
以下為近年1日平均乘車人次列表：
| 乘車人次變化 | 乘車人次變化    |
| 年度         | 1日平均乘車人次 |
| ------------ | --------------- |
| 1984         | 141             |
| 1994         | 125             |
| 1999         | 125             |
| 2000         | 113             |
| 2001         | 108             |
| 2002         | 87              |
| 2003         | 99              |
| 2004         | 95              |
| 2005         | 104             |
| 2006         | 102             |
| 2007         | 112             |
| 2008         | 110             |
| 2009         | 102             |
| 2010         | 89              |
| 2011         | 91              |
| 2012         | 86              |
| 2013         | 88              |
| 2014         | 93              |
| 2015         | 93              |
| 2016         | 86              |
| 2017         | 91              |

## 車站周邊
- 神西郵局
- 神西湖（日语：神西湖）
- 山陰合同銀行江南出張所
- 出雲市銀齡人材中心河南分部

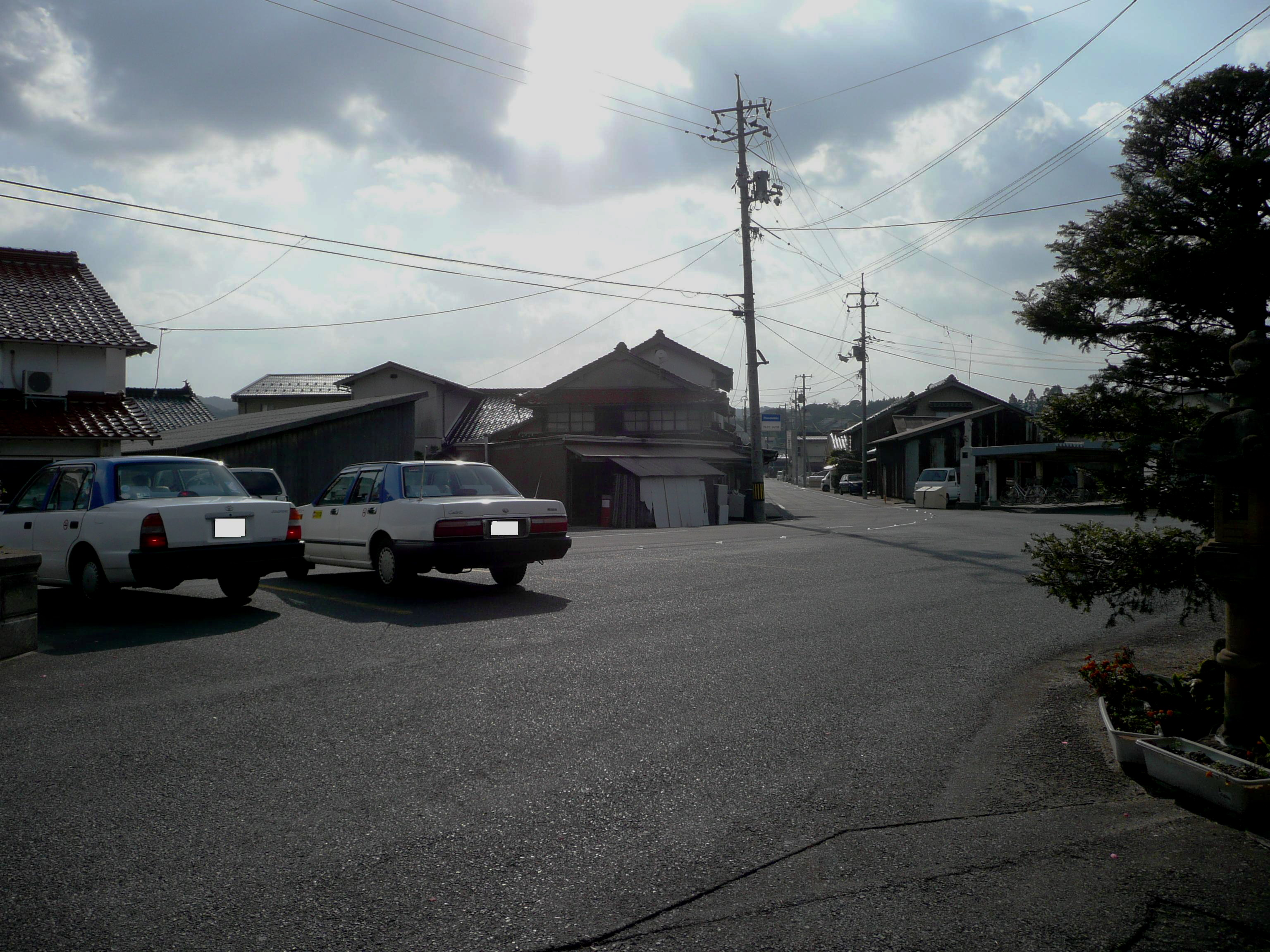
站前
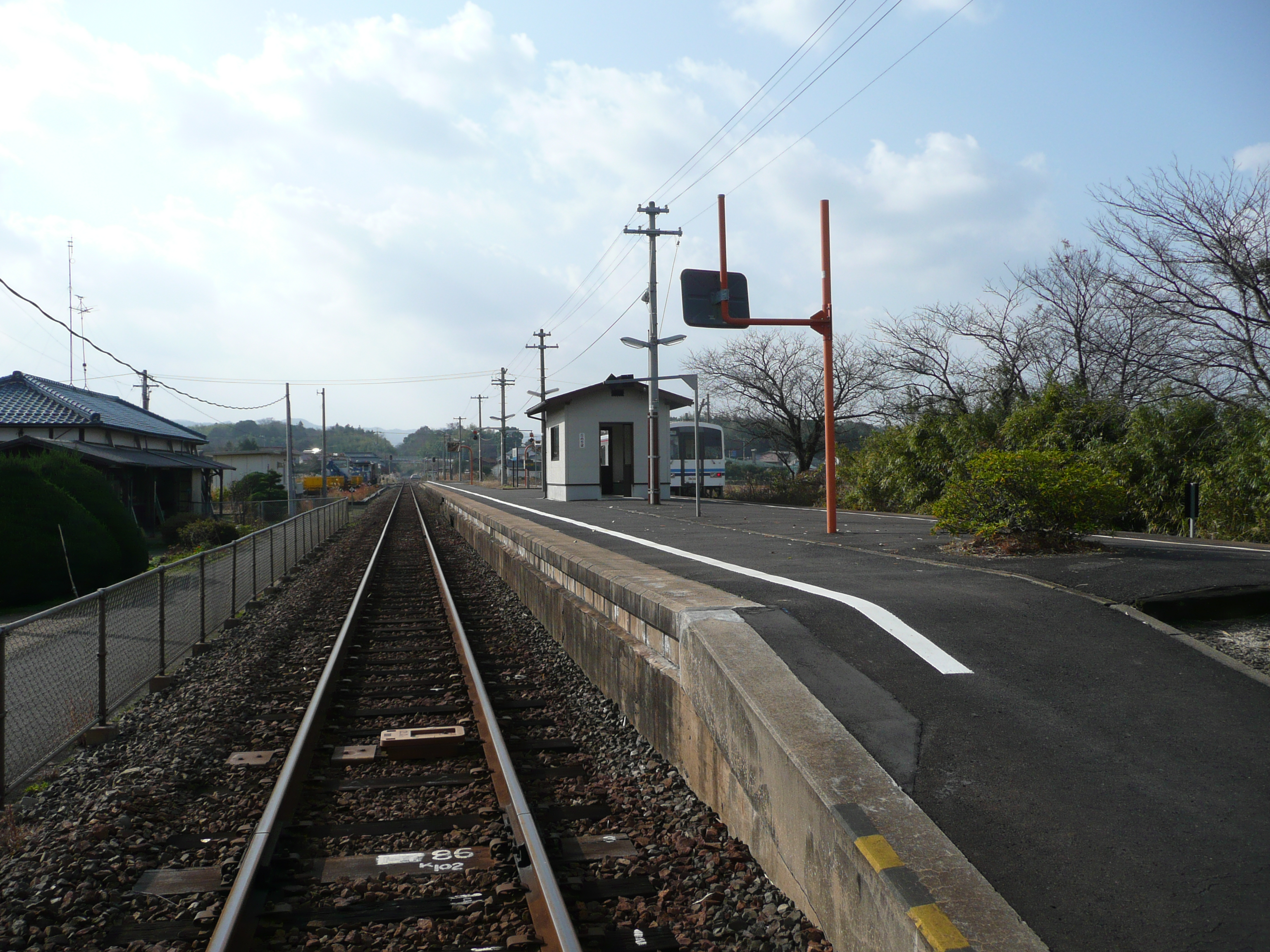
1、2號月台

## 相鄰車站
西日本旅客鐵道
山陰本線
- 部分快速Aqua快車停車站。

出雲神西－江南－小田

## 注腳
1. ↑  島根縣統計書

## 外部連結
- 江南｜車站資訊：JR出門網 - 西日本旅客鐵道